# When I Fall in Love (Céline Dion e Clive Griffin)
La cover di When I Fall in Love registrata da Céline Dion in duetto con Clive Griffin è il tema della colonna sonora della commedia romantica Insonnia d'amore. Il brano fu pubblicato come singolo nel luglio 1993 in America ed Europa. La canzone fu registrata appositamente per la colonna sonora e originariamente doveva essere cantata in duetto dalla Dion e Stevie Wonder, ma quando Céline sentì il demo della canzone eseguita da Warren Wiebe, disse che il duetto sarebbe stato meglio cantato con Wiebe. Il brano fu candidato ai 36° Grammy Award nelle categorie Migliore performance pop vocale di un duo o gruppo (Cèline Dion, Clive Griffin) e Miglior arrangiamento strumentale accompagnato vocalmente (David Foster, Jeremy Lubbock). Il Grammy fu vinto dai produttori Foster e Lubbock. La canzone apparse sull'album della colonna sonora di Insonnia d'amore (numero nove nella classifica americana Billboard 200 e quattro volte disco di platino per la vendita di oltre 4 milioni di copie negli Stati Uniti), e più tardi sull'album della Dion The Colour of My Love, pubblicato nel novembre 1993. Il videoclip musicale è stato diretto da Dominic Orlando a Hollywood.

## Recensioni da parte della critica
L'editore di AllMusic, Stephen Thomas Erlewine, notò che l'album di Céline Dion, The Colour of My Love, che conteneva la cover di When I Fall in Love, aveva "un'attenta produzione, una professionale scrittura cantautorale (evidenziati da When I Fall in Love, The Power of Love e Think Twice).

## Successo commerciale
When I Fall in Love raggiunse la top 40 in alcuni paesi, tra cui la posizione numero 21 in Canada, la 22 in Nuova Zelanda, la numero 23 negli Stati Uniti e la numero 37 nei Paesi Bassi. Il singolo ebbe un discreto successo nelle classifiche Adult Contemporary di Stati Uniti e Canada, dove raggiunse la top ten.

## Interpretazioni dal vivo
Nel 1998, Céline Dion eseguì When I Fall in Love in duetto con la cantante canadese Anne Murray dal vivo. Più tardi la performance fu inclusa nel DVD di quest'ultima intitolato An Intimate Evening with Anne Murray...Live. Questa versione apparve anche nell'album della Murray del 2007, Duets: Friends & Legends.

## Formati e tracce
CD Maxi Singolo (Australia) (Columbia: 659408 1)
1. Céline Dion & Clive Griffin – When I Fall in Love (from The Original Motion Picture Soundtrack Sleepless in Seattle) – 4:20 (testo: Edward Heyman – musica: Victor Young)
2. Céline Dion – If I Were You – 5:07 (testo: Roman – musica: Peiken)

CD Singolo (Europa) (Epic Soundtrax: 659408 1)
1. Céline Dion & Clive Griffin – When I Fall in Love (from The Original Motion Picture Soundtrack Sleepless in Seattle) – 4:20 (testo: Heyman – musica: Young)
2. Céline Dion – If I Were You – 5:07 (testo: Arnie Roman – musica: Shelly Peiken)

CD Mini Singolo (Giappone) (Epic Soundtrax: ESDA 7149)
1. Céline Dion & Clive Griffin – When I Fall in Love (from The Original Motion Picture Soundtrack Sleepless in Seattle) – 4:25 (testo: Heyman – musica: Young)
2. Céline Dion – If I Were You – 5:08 (testo: Roman – musica: Peiken)

CD Maxi Singolo (Regno Unito) (Epic Soundtrax: EPC 659408 2)
1. Céline Dion & Clive Griffin – When I Fall in Love (from The Original Motion Picture Soundtrack Sleepless in Seattle) – 4:20 (testo: Heyman – musica: Young)
2. Céline Dion – If You Asked Me To – 3:55 (Diane Warren)
3. An Affair To Remember (musica: Harold Adamson, Harry Warren, Leo McCarey)

CD Maxi Singolo (Regno Unito) (Epic Soundtrax: XPCD341)
1. Carly Simon – In The Wee Small Hours Of The Morning (from The Original Motion Picture Soundtrack Sleepless in Seattle) – 3:14 (testo: Bob Hilliard – musica: David Mann)
2. Céline Dion & Clive Griffin – When I Fall in Love (from The Original Motion Picture Soundtrack Sleepless in Seattle) – 4:20 (testo: Heyman – musica: Young)

CD Singolo Promo (Stati Uniti) (Epic Soundtrax: ESK 77021)
1. Céline Dion & Clive Griffin – When I Fall in Love (from The Original Motion Picture Soundtrack Sleepless in Seattle) – 4:20 (testo: Heyman – musica: Young)

LP Singolo Promo 7" (Spagna) (Epic: ARIE 3214)
1. Céline Dion & Clive Griffin – When I Fall in Love (from The Original Motion Picture Soundtrack Sleepless in Seattle) – 4:20 (testo: Heyman – musica: Young)

LP Singolo 7" (Stati Uniti) (Epic: 34-77021)
1. Céline Dion & Clive Griffin – When I Fall in Love (from The Original Motion Picture Soundtrack Sleepless in Seattle) – 4:20 (testo: Heyman – musica: Young)
2. Céline Dion – If I Were You – 5:07 (testo: Roman – musica: Peiken)

MC Singolo (Stati Uniti) (Epic Soundtrax: 34T77021)
1. Céline Dion & Clive Griffin – When I Fall in Love (from The Original Motion Picture Soundtrack Sleepless in Seattle) – 4:20 (testo: Heyman – musica: Young)
2. Céline Dion – If I Were You – 5:07 (testo: Roman – musica: Peiken)

## Classifiche

### Classifiche settimanali
| Classifica (1993)                                     | Posizione massima raggiunta |
| ----------------------------------------------------- | --------------------------- |
| Canada (RPM 100 Hit Tacks)                            | 21                          |
| Canada (RPM Adult Contemporaray Tracks)               | 2                           |
| Paesi Bassi (Single Top 100)                          | 37                          |
| Nuova Zelanda (The Official NZ Music Charts)          | 22                          |
| Stati Uniti (Billboard Hot 100)                       | 23                          |
| Stati Uniti (Billboard Hot Adult Contemporary Tracks) | 6                           |
| Stati Uniti (Billboard Top 40 Mainstream)             | 40                          |

### Classifiche di fine anno
| Classifica                                                     | Posizione |
| -------------------------------------------------------------- | --------- |
| Canada (RPM Top 100 A/C Tracks of 1993)                        | 24        |
| Stati Uniti (Billboard Hot Adult Contemporary Single & Tracks) | 28        |

## Crediti e personale
Registrazione
- Registrato ai Chartmaker Studios di Malibu (CA)

Personale
- Arrangiato da - Jeremy Lubbock
- Mixato da - Humberto Gatica
- Musica di - Victor Young
- Produttore - David Foster
- Testi di - Edward Heyman

## Cronologia di rilascio
| Paese       | Data            | Formato                    |
| ----------- | --------------- | -------------------------- |
| Australia   | 1993            | CD Maxi                    |
| Europa      | 1993            | CD                         |
| Giappone    | 21 ottobre 1993 | CD                         |
| Regno Unito | 1993            | CD Maxi                    |
| Stati Uniti | 1993            | Musicassetta • Vinile (7") |